# Linia kolejowa Stralsund – Rostock
Linia kolejowa Stralsund – Rostock – zelektryfikowana jednotorowa magistrala kolejowa biegnąca przez teren kraju związkowego Meklemburgia-Pomorze Przednie, w północnych Niemczech. Łączy Stralsund przez Ribnitz-Damgarten z Rostockiem. Jest częścią projektu Verkehrsprojekte Deutsche Einheit nr 1 (Lubeka–Rostock–Stralsund).